# Meridiano Televisión
Meridiano Televisión es un canal de televisión abierta venezolano, lanzado el 5 de diciembre de 1997 con programación centrada en el deporte. Es propiedad del Bloque Dearmas, empresa propietaria del diario Meridiano y de la emisora Radio Deporte, especializado también en deportes.

## Historia
La concesión para la creación del canal fue entregada por el Gobierno en 1992 a los dueños del Bloque Dearmas. El canal fue lanzado al aire el 5 de diciembre de 1997 a las 07:00 pm en señal de prueba desde el transmisor principal en el Cerro Ávila con el eslogan Los especialistas en deporte. El 8 de diciembre, da inicio a las transmisiones desde El Volcán, lugar en el que se encuentra el transmisor que cubre la zona noreste del Área Metropolitana de Caracas. La primera transmisión fue un partido del Caracas FC realizado a finales de 1997.
La señal de Meridiano Televisión se podía sintonizar a través del canal 39 para el noroeste de Caracas, el canal 37 para el sureste de la ciudad, el canal 35 para la parroquia de Caricuao y por el canal 36 para el Litoral. Al principio, su programación se basaba en producciones importadas de otros canales. El 9 de diciembre, Meridiano Televisión transmitió en vivo el certamen de Boxeo Profesional Internacional por el Campeonato Gallo, entre Edison Torres «Guapito» y Alcibes Flores a las 07:00 pm y, más adelante, el partido entre Lazio y el Rapid de Viena de la Copa UEFA desde el Estadio Olímpico de Roma, Italia.
Desde mediados de 2014 hasta 2017, el canal empieza a emitir en vivo junto con TeleAragua. Además, se le suma TVR que, en mayo de 2016, es relanzado como TLT.
En 2020, el canal dejó de transmitir ininterrumpidamente las 24 horas del día, por lo cual inicia sus transmisiones a las 06:00 am y las culmina a las 12:00 am.

## Programación deportiva
Meridiano Televisión emitía eventos que abarcaban la mayoría de deportes, principalmente el béisbol, con las Grandes Ligas de Béisbol (2005-2015), la Serie del Caribe (2002-2018), la Liga Venezolana de Béisbol Profesional (2001-2020, 2022-2023, 2024-presente) y la Liga Mayor de Béisbol Profesional (2023-presente).
El canal también posee los derechos de múltiples eventos de otros deportes.
También transmitió el certamen de belleza Señorita Deporte, en el cual competían exclusivamente chicas que practicaran algún tipo de disciplina deportiva.

## Programación

### Programación actual
- Noticiero Meridiano
- Raquel al día
- Club hípico
- Extra Inning
- Puro Boxeo
- Máxima velocidad
- Gaceta hípica
- El kárate es para todos
- Estrellas y deporte
- Meridiano Bet
- Tercer tiempo
- Sueño París
- Ronda TV
- Respira libre
- The Ocean Race
- Enfoques con Lisbeth Borges y Atenas Quero
- Los viajes de Montenegro
- Mobil 1 The Grid
- El Chiringuito de Jugones

### Programación anterior
- Ruedas, motores y algo más
- En la cancha
- Con fuerza
- Sólo Basket
- Mundo Fitness
- Meridianito
- La voz del fanático
- Se habla deporte
- Grand Slam
- Punto olímpico
- Basket Report
- Rugen los motores
- Fuera de base
- Moto Action
- Clase en movimiento
- En forma con Elio Gutiérrez
- Eli Yoga
- Magazine Deportivo Acuático
- Fuera del Área
- Por el fútbol